# Trigonistis andersoni
Trigonistis andersoni är en fjärilsart som beskrevs av Holloway 1977. Trigonistis andersoni ingår i släktet Trigonistis och familjen nattflyn. Inga underarter finns listade i Catalogue of Life.